# Adiantum decoratum
Adiantum decoratum là một loài thực vật có mạch trong họ Adiantaceae. Loài này được Maxon & Weath. miêu tả khoa học đầu tiên năm 1932.